# Flare de satèl·lit

Flare pel reflex del Sol

Una animació simulada d'un flare típic d'Iridium

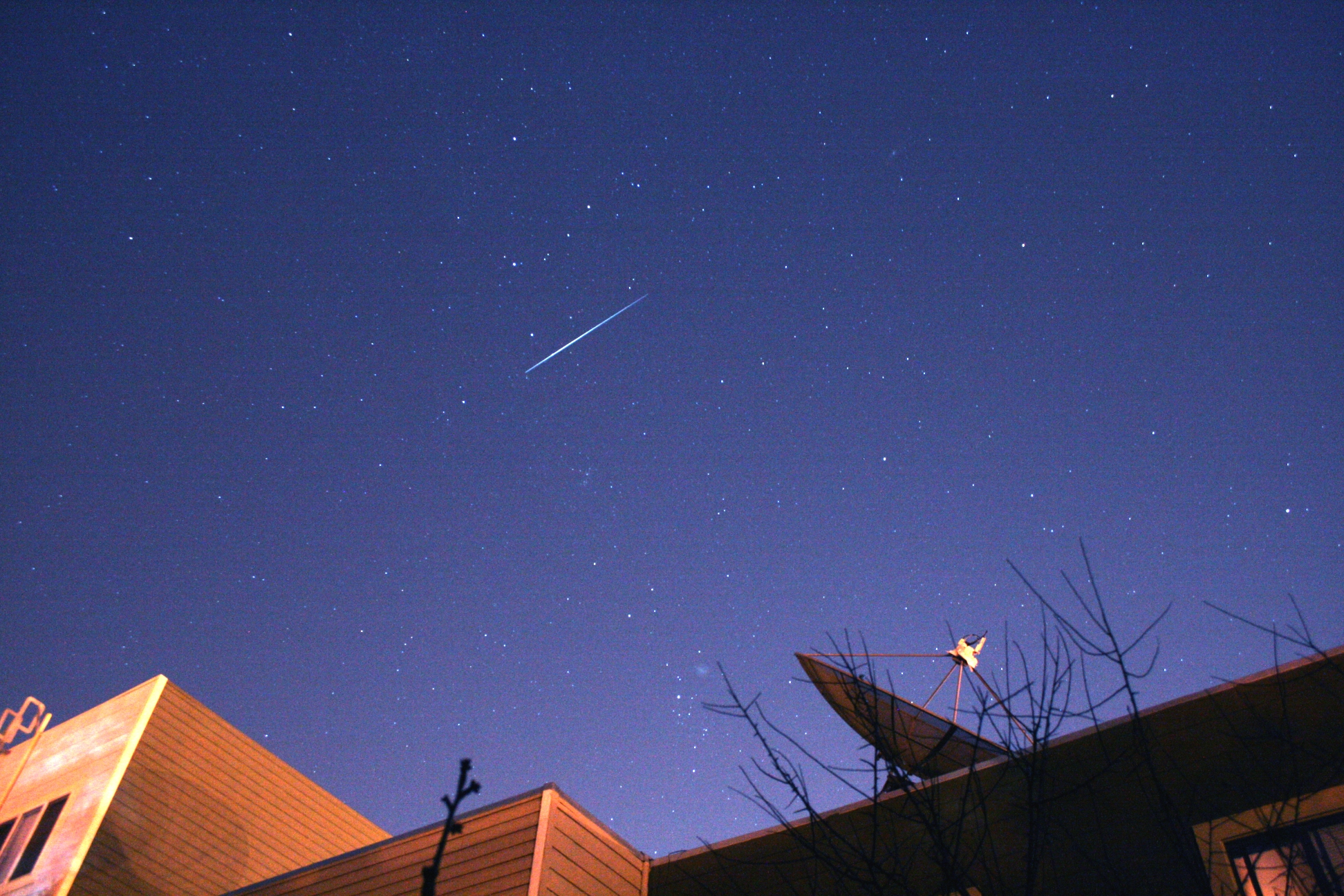
Flare d'Iridium i el cometa Holmes

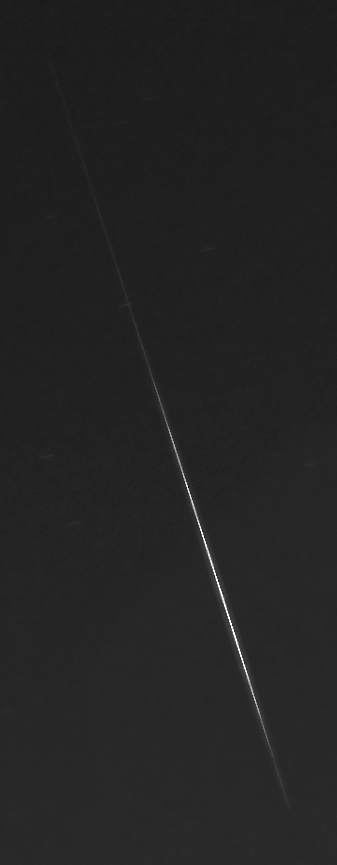
Una exposició de 30 segons d'un flare produït per un satèl·lit Iridium

Un flare de satèl·lit (també brillantor o llampec de satèl·lit o en anglès satellite flare, glint o flash) és el fenomen causat per les superfícies reflexives de satèl·lits (com antenes o panells solars) que reflecteixen la llum del sol directament sobre la terra i que apareix com una breu luminescència.
Si un observador està en el rang mitjà de trànsit, a primera vista, s'observa que un feble punt de llum, de sobte apareix al cel, que es mou amb moviment rectilini uniforme. Quan es mou, la seva lluminositat augmenta gradualment fins que arriba a un nivell màxim, en magnitud aparent, que precedeix a un descens igualment gradual en la brillantor, mantenint sempre el mateix moviment, fins a la desaparició completa del punt lluminós. Tot això normalment pot durar entre un i quatre segons, i ocupen porcions del cel molt petits o lleugerament més grans que el palmell de la mà. Molt més important i àmplia en el cel és el flare de l'Estació Espacial Internacional, també coneguda com l'ISS, que pot durar fins a 45 segons i creuar el cel sencer.
És teòricament possible, en condicions climàtiques òptimes i foscor total, observar el feix de llum del "centre del flare" projectat a terra. Això pot passar amb un flare d'Iridium molt brillant (almenys en magnitud - 8), potser en el cim d'una muntanya. El fenomen és anàleg a l'eclipsi total de sol on, si la naturalesa de la superfície permet, és possible observar l'arribada de l'ombra de la Lluna.

## Flares de satèl·lits Iridium

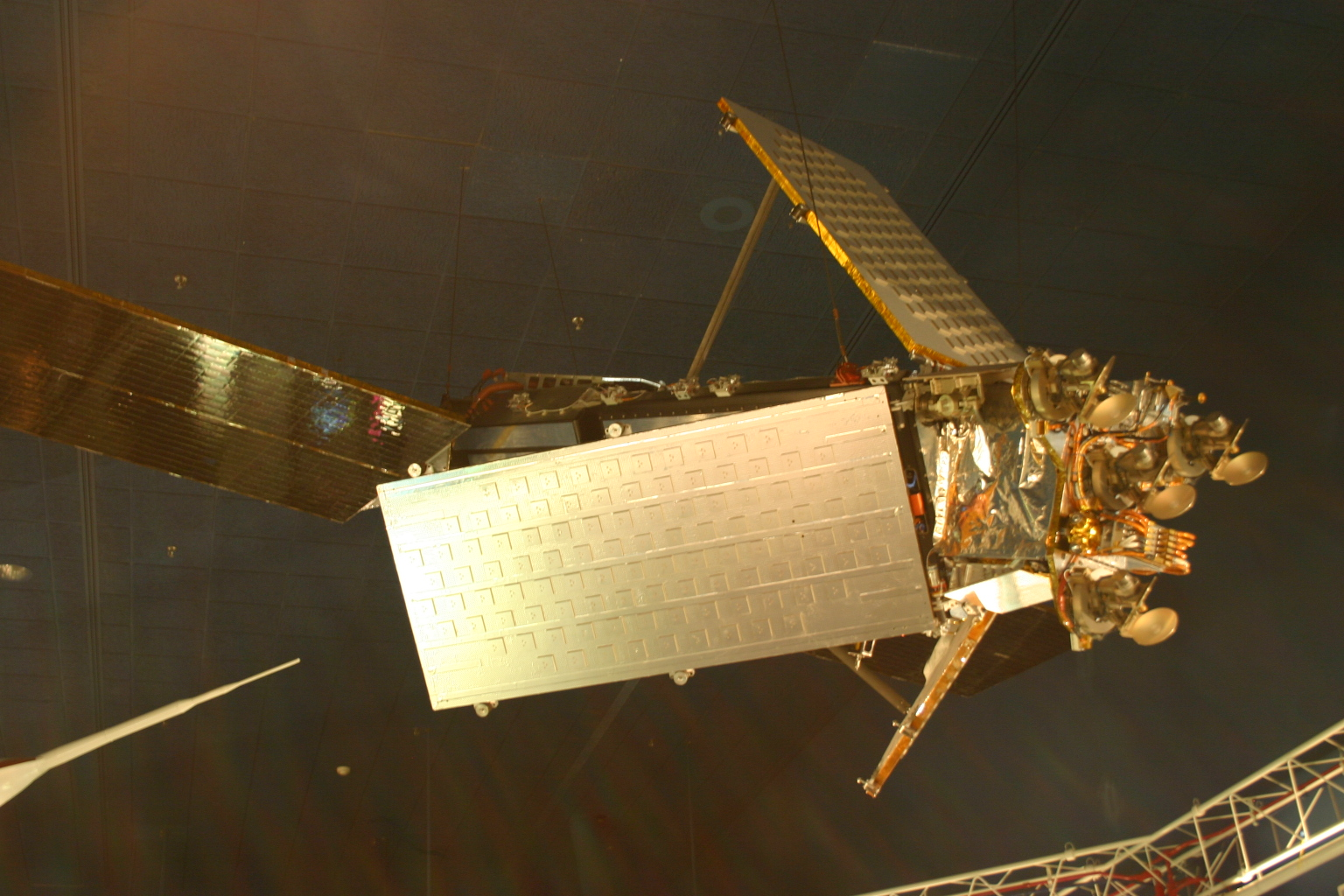
Un satèl·lit Iridium

Els satèl·lits de comunicacions Iridium tenen una forma peculiar amb tres antenes polides de mides semblants a una porta, en angles de 120 ° a part i a 40° amb el bus principal. L'antena davantera dirigeix la direcció que el satèl·lit està viatjant. Ocasionalment, una antena reflecteix la llum solar directament rebotada a la Terra, creant un punt predictible i il·luminat movent-se ràpidament a la superfície per sota d'uns deu km de diàmetre. Per a un observador sembla un brillant centelleig, o un llampec al cel, amb una durada d'uns pocs segons.
La lluminositat aparent és de -8 (rarament brillant a -9,5), alguns dels llampecs són tan brillants que es poden veure al dia; però són més impressionants a la nit. Aquest parpelleig ha causat alguna molèstia a astrònoms, ja que aquests fenòmens ocasionalment molesten les observacions i poden danyar els equips sensibles.
Quan no es reflecteixen, els satèl·lits són sovint visibles creuant el cel nocturn a una magnitud típica de 6, semblant a un estel tènue.
El següent és un informe que un resident de la ciutat de Massillon, a l'estat americà d'Ohio va fer descriure un esdeveniment celeste que es va observar en el cas d'un flare d'un satèl·lit Iridium. Això es va realitzar simplement mitjançant la comprovació de les previsions de flares per al matí del 16 de juny de 1999.
Ahir a la nit […] vaig mirar el cel de la matinada. Vaig veure una llum blanca brillant quan jo estava mirant cap al sud-oest. Primerament, vaig pensar que era Júpiter o un estel molt brillant, com Sirius. Vaig seguir mirant aquesta llum brillant i em vaig adonar que era cada vegada més feble, fins que va desaparèixer completament. […] Vaig descartar la possibilitat que aquest objecte estava s'estava ocultant pels núvols perquè les altres estrelles es va mantenir brillants, fins i tot les més febles. També vaig descartar la possibilitat, quan vaig veure un avió, volant un minut després, amb les llums intermitents de color vermell i blanc.

## Visibilitat
Mentre que els satèl·lits poden ser vists per casualitat, utilitzant un programari específic o en llocs web d'Internet que proporcionen informació sobre la ubicació específica sobre quan i en quin lloc del cel podria aparèixer aquest fenomen. És possible crear l'efemèride precisa totes les flares visibles des de la ubicació: temps, les coordenades celestes, magnitud i distància del centre del flare. D'altra banda, no sempre succeeix que la reflexió del satèl·lit il·lumini per complet el lloc d'observació, així que per veure el fenomen complet s'ha de moure's pocs quilòmetres de manera lineal al "centre del flare", o a la zona d'intensitat lluminosa màxima. Només cal dir que la diferència de lluentor de la mateixa flare dels Iridium, s'observa només a 6 km del centre pot variar la seva magnitud en 1, per tant, si el punt de l'observador s'allunya a 20 km no ho veuria.

Hi ha una llei en aquest sentit, només depèn de la inclinació de les antenes i per la posició del satèl·lit respecte a l'horitzó i el Sol.